# Markt 18 (Coburg)

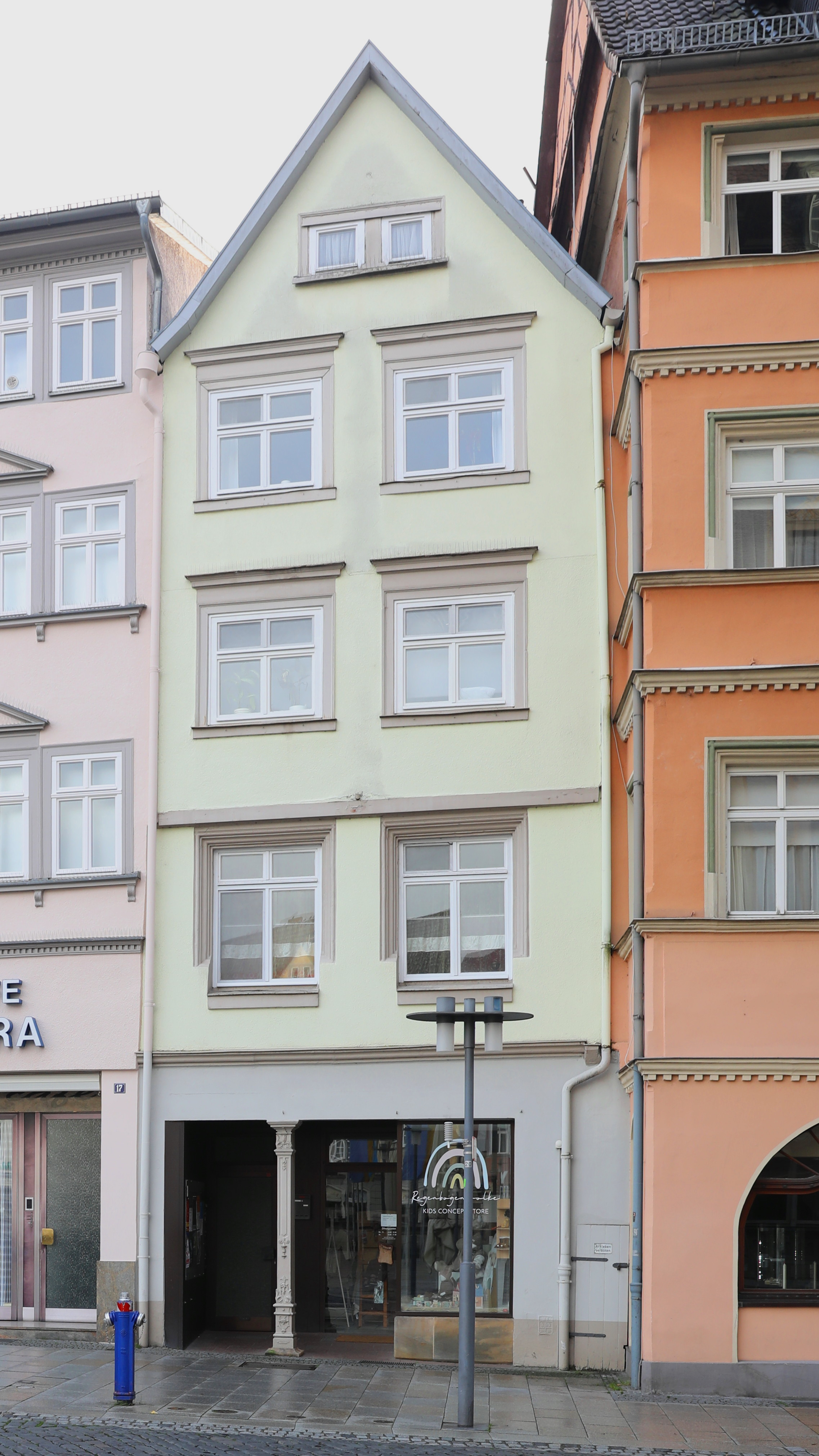
Wohn- und Geschäftshaus Markt 18 in Coburg

Das Wohn- und Geschäftshaus Markt 18 steht am Marktplatz der oberfränkischen Stadt Coburg. Das denkmalgeschützte, viergeschossige Giebelhaus stammt im Kern aus dem 16. Jahrhundert.

## Geschichte
Ein Haus wurde 1395 erstmals erwähnt. Es wurde 1690 als alter Bau mit vier Stockwerken, zwei Stuben, einem Gewölbe, einem Keller und einem Stall beschrieben. Die ursprüngliche Bausubstanz des viergeschossigen Hauses stammt aus dem 16. Jahrhundert. Das anfänglich wohl zweigeschossige Massivhaus wurde später um zwei Etagen aufgestockt. Es war über einhundert Jahre Eigentum der Familie Krug. Im Jahre 1881 beauftragte der Glasermeister Robert Krug die Neugestaltung der Fassade. Dabei wurden die Fenster im ersten Obergeschoss vergrößert und in allen Obergeschossen profiliert. Das Dachgeschoss wurde zu Wohnzwecken ausgebaut. Im Jahre 1901 kam es zu einer Erweiterung des Erdgeschossladens, ein weiterer Umbau ist für 1982 belegt. Das Erdgeschoss wurde entkernt.

## Architektur
Das Gebäudeensemble steht auf einem schmalen, langen Grundstück und besteht aus dem viergeschossigen, giebelständigen Vorderhaus sowie einem Rückgebäude. Das Grundstück hat dieselbe Breite wie beim rückwärtigen Haus in der Kirchgasse 9 und ist gegenüber der Baulinie der Ketschengasse deutlich zurückspringend.
Die zweiachsige Fassade ist im Erdgeschoss massiv ausgeführt. In diesem Bereich sind größtenteils die bauzeitlichen Wände durch Abfangungen ersetzt worden, während die Neurenaissance-Pfeiler des alten Ladengrundrisses noch vorhanden sind. Die einfach gestaltete Obergeschossfassade ist im ersten Obergeschoss massiv und hat spätgotische Fensterrahmungen aus Stein. Darüber befindet sich eine verputzte Fachwerkkonstruktion, deren rechteckige Fenster Verdachungen haben. Das erste Obergeschoss ist oberhalb der geohrten Fenster durch eine Schwelle getrennt. Die Details der Fensterumrahmungen stammen aus dem späten 19. Jahrhundert.